# Société des photographes professionnels du Japon
La société des photographes professionnels du Japon (日本写真家協会, Nihon Shashinka Kyōkai) est une organisation de photographes fondée en 1950 et ayant son siège à Tokyo qui est toujours active aujourd'hui. Son logo se lit « SPJ ». Elle est issue de la fusion de trois organisations antérieures, mais pas plus de deux ans d'ancienneté : Seinen Hōdō Shashin Kenkyūkai (青年報道写真研究会), Seinen Shashinka Kyōkai (青年写真家協会, l'association des jeunes photographes), et Shashinka Shūdan (写真家集団, le groupe des photographes).
L'organisation a pour but de maintenir les standarts professionnels et de protéger les intérêts des photographes professionnels. Elle sponsorise également des expositions à l'intérêt public et, depuis 2005, décerne le prix Yōnosuke Natori à des photographes de moins de 30 ans. Son président actuel (2007) est Takeyoshi Tanuma.

## Membres notables
- Takashi Amano
- Ihei Kimura, ancien président de la société
- Susumu Matsushima (à titre honoraire)
- Toyoko Tokiwa, auteur de Kiken no Adabana

## Source de la traduction
- (en) Cet article est partiellement ou en totalité issu de l’article de Wikipédia en anglais intitulé « Japan Professional Photographers Society » (voir la liste des auteurs).